# Tanya Cross
Tanya Lauren Cross (apellido de soltera previamente  Branning  y Jessop) es un personaje ficticio de la serie de televisión británica EastEnders interpretada por la actriz Jo Joyner del 27 de junio del 2006 hasta el 28 de junio del 2013. Jo regresó a la serie en febrero del 2015 por dos episodios en febrero del mismo año como parte del aniversario de la serie. El 25 de diciembre del 2017 Jo regresó como invitada a la serie.

## Antecedentes
Tanya creció en una finca, es hija de Cora Cross y de Bill Cross, quien murió de cáncer cuando ella apenas era una adolescente. Tanya era alcohólica y drogadicta, esto la llevó a que con tan solo 18 años quedara embarazada de Max Branning, como resultado Tanya se alejó de su madre y de sus hermanas, Rainie y Deb.
Más tarde Max decidió dejar a su esposa, Rachel y a su hijo Bradley para estar con Tanya. La pareja le dio la bienvenida a su primera hija, Lauren el 29 de marzo de 1994 y posteriormente se casaron en agosto del mismo año. Más tarde le dieron la bienvenida a su segunda hija, Abi el 23 de junio de 1996 y por último a Oscar el 13 de diciembre del 2007.

## Biografía
En el 2012 Tanya descubre que su madre le estuvo mintiendo por mucho tiempo y que la media hermana mayor que le había dicho que había muerto en realidad estaba viva y que su madre la había dado en adopción 48 años atrás.
A finales de junio del 2013 Tanya se va y se lleva a sus hijos Lauren, Abi y Oscar Branning con ella, para ayudar a Lauren luego de que ella y Max tuvieran que internarla en el hospital luego de que Lauren comenzara a sentir varios dolores por abusar del alcohol; en el hospital les dicen que si Lauren tomaba de nuevo podría morir, por lo que Tanya decide alejarse de Walford por un tiempo y llevar a Lauren a un centro de rehabilitación en Exeter. Antes de irse Max le dice que es el amor de su vida y que siempre la ha amado y que siempre lo hará.
En enero del 2014, la amiga de Tanya, Jane Beale le dice a Max que Tanya estaba en una relación y que estaba planeando comprometerse con su nuevo novio.